# Bruno Amiet
Bruno Alfred Amiet (* 7. Mai 1903 in Starrkirch-Wil; † 23. April 1956 in Solothurn, heimatberechtigt in Bellach) war ein Schweizer Regionalhistoriker.
Bruno Amiet, Sohn des Kaufmanns Karl Amiet und der Marie, geb. Jeker, wuchs in Olten auf und besuchte das Gymnasium in Aarau. Danach studierte er Geschichte, deutsche und lateinische Philologie an der Universität Basel, u. a. bei Emil Dürr. 1926 erwarb er das Mittelschullehrerdiplom. 1928 wurde er an der Universität Basel mit der Dissertation «Die solothurnische Territorialpolitik von 1344 bis 1532» zum Dr. phil. promoviert. 1929–1931 war er Bezirkslehrer in Reinach AG.
Von 1931 bis zu seinem Tod 1956 wirkte Amiet als Deutsch- und Geschichtslehrer an der Kantonsschule Solothurn. Er war von 1949 bis 1955 Präsident des Historischen Vereins des Kantons Solothurn.
Neben seiner beruflichen Tätigkeit engagierte sich Amiet auch innerhalb der christkatholischen Kirche: 1933–1941 war er Präsident der Christkatholischen Kirchgemeinde Solothurn, 1938–1953 präsidierte er den Synodalrat der Christkatholischen Kirche der Schweiz.
Von Amiet stammen zahlreiche wichtige Arbeiten zur Geschichte der Stadt Solothurn, vor allem das Mittelalter betreffend. Sein Projekt einer Gesamtdarstellung der Geschichte der Stadt und des Kantons Solothurn gedieh nur bis zum ersten Band (Solothurnische Geschichte - Stadt und Kanton Solothurn von der Urgeschichte bis zum Ausgang des Mittelalters). Zudem widmete sich Amiet der Edition der solothurnischen Geschichtsquellen.